# Quận Adams, Nebraska
Quận Adams là một quận thuộc tiểu bang Nebraska, Hoa Kỳ.
Quận này được đặt tên theo John Adams, tổng thống Hoa Kỳ. Theo điều tra dân số của Cục điều tra dân số Hoa Kỳ năm 2000, quận có dân số 31.151 người, thời điểm 1/7/2006, quận có dân số 33.185 người. Quận lỵ đóng ở Hastings6.

## Địa lý
Theo Cục điều tra dân số Hoa Kỳ, quận có diện tích 564 dặm vuông Anh (1.460 km2), trong đó có 1 dặm vuông Anh (2,6 km2) là diện tích mặt nước.

### Quận giáp ranh
- Quận Clay, Nebraska - (đông)
- Quận Webster, Nebraska - (nam)
- Quận Kearney, Nebraska - (tây)
- Quận Buffalo, Nebraska - (tây bắc)
- Quận Hall, Nebraska - (bắc)